# 제2차 고구려-당 전쟁
제2차 고구려-당 전쟁(第二次高句麗-唐戰爭)은 당 고종이 고구려를 침공하여 660년부터 662년까지 지속한 전쟁이다.
전쟁은 고구려의 대승로 끝났지만, 고구려는 전쟁 확대를 피하기 위해 전후 당나라의 봉선 의식에 태자를 보내는 등 당나라에게 상당한 수위의 친선 의사를 보이게 된다. 또한 이듬해에는 백제 부흥군과 왜국이 나당 연합군과의 전투에서 대패하며 고구려의 남방 전선이 송두리째 흔들리게 된다.

## 배경
앞서 당나라는 설연타를 멸망시켜서 사실상 고구려를 제외한 주변국을 모두 제압하였다. 또한 당나라와 신라의 연합작전으로 소정방이 이끄는 당나라의 대군이 바다를 건너 백제를 침입,멸망시킴으로써 고구려는 외교적으로 완전히 고립된 상황을 맞이하게 되었다. 이것은 1차 고구려-당 전쟁 때와 달리 고구려 남쪽에서는 신라군 또한 당나라군을 도와 고구려를 공격함으로써 고구려는 남과 북 양쪽으로 공격을 받게되는 더한 어려움에 처하게 되었다. 당나라 역시 전쟁 실패 이후 내부 정쟁으로 장손무기를 비롯한 관롱집단이 측천무후에게 숙청당하는 후폭풍이 있었다. 그런60년 백제의 멸망 시 당나라는 13만이나 되는 대군을 해상을 통해 공격하여 성공한 자신감으로 2차 고구려-당 전쟁 때는 대대적인 해상으로의 침공작전을 기획하게 된다.

### 백제의 멸망과 고구려의 고립
660년 음력 6월에 소정방이 군사 13만 명을 이끌고 신라와 함께 백제를 침략하였다. 나당연합군의 공세에 밀려 백제는 결국 멸망하고 말았다.
661년 보장왕20년, 이에 고구려는 장군 뇌음신과 말갈 장군 생해를 보내서 신라의 술천성을 공격했으나 함락시키지 못하고 이어서 신라의 북한산성을 공격하였다. 성주인 대사 동타천의 용맹한 반격으로 회군하였다.
661년 백제를 멸망시킨 나당연합군은 그 여세를 몰아 고구려로 진격하였다. 당나라군은 평양을 직접 공격하였고, 당 고종은 4만 4천 명의 병력을 징발하여 고구려의 변방을 공격하였다. 그러나 백제 부흥군은 왜국으로부터의 구원군의 지원을 받으며 나당연합군의 후미를 치는 바람에 신라군이 다시 남진하여 백제부흥군과 싸워야 했으며, 그 상황을 이용하여 고구려는 서북 변방에 병력을 집결시켜 당나라군을 격퇴하였다.
이에 당나라군은 그 해 음력 4월에 다시금 대군을 거느리고 수륙양공 작전을 구사하며 평양을 향해 진군하였다. 하지만 이번에도 당나라군이 패하자 당나라 조정에서는 고구려와 휴전해야 한다는 여론이 일어났으며, 이에 밀린 당 고종은 일시적으로 고구려 공략을 중지하였다.

### 고구려의 신라 침공: 칠중성,북한산성 전투
661년(보장왕 20년) 5월, 고구려는 백제 부흥군 지원을 위해 장군 뇌음신과 말갈의 장군 생해(生偕)의 군대와 연합하여 신라의 칠중성을 침공하였다. 칠중성은 고구려가 수차례 신라를 침공했던 신라 북부지역의 요지였다. 20여일간 신라군은 맹렬히 저항했다. 마침내 함락이 용이하지 않아 고구려군은 포위를 풀고 물러나려 하였으나 칠중성 내부에 분열이 생기면서 함락하게 된다. 고구려군이 물러날 기세를 보이자 성 내부의 비삽이라는 관리가 몰래 고구려 진영으로 편지를 보내어 “성의 식량이 떨어지고 힘이 다했으니 이제 공격하면 반드시 항복을 받을 수 있다”라고 하였다. 이에 뇌음신과 생해의 고구려, 말갈군은 다시 맹렬히 공격을 한다. 성주였던 필부는 비삽이 배신한 것을 알고 그의 머리를 베어 성밖으로 던지면서 성 안의 신라군사들에게 말하였다. “충신과 의로운 병사는 죽어도 굴하지 않는다. 힘써 노력하라. 성의 존망이 이 한 번의 싸움에 달렸다”라고 하였다. 그러나 병사의 기운이 피로하고 지쳐 죽고 부상한 자가 절반이 넘었다. 고구려와 말갈군이 바람을 타고 불을 질러 다시금 성을 맹공격하였고 성주였던 필부와 그의 군사들은 명렬히 저항하였으나 결국 모두 전사하고 마침내 성은 함락되고 말았다. 이 소식은 신라 서라벌까지 전달되었고 무열왕은 크게 슬퍼하여 그의 관등을 추증하였다.
이제 뇌음신과 생해의 고구려,말갈군은 지만 군사를 옮겨 북한산성을 포위하여 공격을 시작한다. 고구려군은 열흘이 지나도록 포위망을 풀지 않고, 포차(抛車)를 벌려놓고 돌을 던지며 북한산성을 공격하였다. 신라 북한산성의 성주(城主)인 대사(大舍) 동타천(冬陁川)은 군사를 지휘하여 20여 일간을 견뎠으나 군량과 힘이 다하여 마침내 신라군은 위태롭게 되었다. 하지만 시기적으로 전투 당시 장마철로 진입하던 때로 추정된다. 삼국사기에는 별안간 큰 별이 고구려 군진에 떨어지고 번개와 벼락이 치며 큰비를 퍼부으니, 고구려군은 포위를 풀고 물러갔다고 기록되어 있다. 실제로 장마가 시작되는 시기로써 고구려군이 철수한 것으로 판단된다.
고구려와 신라의 칠중성, 북한산성 전투는 중국 측 사서에는 등장하지 않으며 삼국사기에만 등장한다. 661년은 이미 백제가 망한 직후이므로 백제 부흥군을 지원 또는 백제 멸망에 따른 신라에 대한 견제를 위해 고구려가 신라를 공격한 것으로 추측된다. 주목할 것은 말갈의 장수와 말갈 군사가 신라 침공에 동원되었는데, 661년 시점에도 말갈은 고구려와 긴밀한 유대관계를 맺고 있었다는 추측이 가능하다.

## 당의 대규모 해상 침공
661년 음력 8월에 당나라는 드디어 총력을 다해 고구려 공격에 나섰다. 당군은 총 44만의 대군을 6개의 부대로 편성하였다. 예전 수나라의 침공, 그리고 당태종의 1차 침공 때와 확연한 차이는 주력 침공군은 해상으로 바다를 건너 고구려에 상륙하였다는 점이다. 과거에는 고구려 침공 시, 수 양제, 당 태종은 수군을 통한 공격도 있었지만 엄연히 주력은 육상을 통한 요하를 건너 요동으로 진공하던 전통적인 방식이었다.
하지만 이번 당나라의 2차 침공은 전혀 다른 방식으로 기획되었다. 과거 중화왕조의 전통적인 침공방식이었던 요하를 건너서 요동을 경유하던 방식에서 벗어나 해상을 통해 대단위 침공하는 방식이었다. 이미 당태종 때부터  오랜 기간 선박을 건조하고 수군을 양성하여 충분한 준비를 마쳤기에 총 6개의 대부대 중 2개의 대부대인 소사업의 부여도행군과 정명진의 누방도행군은 과거 전통적인 침공루트인 요하를 건너 요동지역으로 침공하였지만 이것은 고구려의 주의를 끌려는 양동작전이었고 실제 정작 주력이자 대다수라 할 수 있는 4개의 대부대, 계필하력의 요동도행군, 소정방의 평양도행군, 임아상의 패강도행군, 방효태의 옥저도행군은 해상을 통해 바다를 건너 침공하려 하였다. 계필하력의 정예 요동도행군은 고구려의 국토상 중단 부분인 압록강 하구를 점령하여 북쪽 요동지역과 고구려 남부지역을 단절시키고, 한편 나머지 다른 3개의 대부대는 고구려 수도 평양성의 대동강 하구에 상륙하여 방어군을 일소한 후 고구려 수도 평양성을 순식간에 침공하여 함락시키려 하였다. 특히 평양성을 직공하려는 소정방, 방효태, 임아상의 부대는 660년 백제 침공 때도 성공적으로 해상 침공 작전을 수행했던 진짜 주력 부대였다.
당의 이런 대담한 해상을 통한 대단위 침공작전은 이후 한국전쟁 때 인천상륙작전, 2차세계대전 때 연합군의 노르망디 상륙작전 등으로 세계 전쟁사에서도 자주 재연되었다. 무엇보다  전년도에도 소정방, 방효태 등은 같은 방식으로 성공적으로 백제를 침공하여 해안에서 방어군을 요격하고 백제의 수도 사비성을 순식간에 포위 함락시킨 성공적인 경험이 있었다. 또한 파견된 군사와 부대의 규모 또한 지난번 백제 정벌 시 소정방이 이끄는 13만군의 해상을 통한 침공작전의 규모를 훨씬 상회하는 3배가 넘었다. 또한 국토의 면적 및 동원할 수 있는 군사력 또한 고구려는 백제와 규모 자체가 달랐음으로 우선 고구려의 주력군이 방어진을 치고 있는 요동지역의 고구려 대군을 묶어두기 위한 양동작전으로써 과거 비사성 함락과 수차례 소규모 침공작전을 성공적으로 수행했던 게릴라전에 능했던 정명진을 파견하여 요동과 북쪽 부여 방면으로도 2갈래로 침공하였다.
그리고 정작 진짜 주력이었던 대다수의 부대는 해상을 통한 침공으로 4개의 부대가 상륙하였고 그 중 고구려와 수차례 실전경험이 있던 계필하력이 이끄는 요동도행군은 압록강하구에, 그리고 전년 백제 침공을 성공적으로 수행했던 소정방이 이끄는 평양도행군과 방효태의 옥저 도행군 그리고 임아상의 패강도행군을 합쳐서 수십만이 고구려의 수도 평양성으로 몰려 들었다.

## 개전 초기: 대동강, 압록강 전투
가을 8월, 마침내 소정방의 평양도행군, 방효태의 옥저도행군, 임아상의 패강도행군 등의 당나라 대군은 패수, 지금의 대동강하류에 상륙하였다. 이들은 정확히 1년 전 백제침공 때도 똑같이 백제영토였던 기벌포에 상륙하여 방어하던 백제군을 물리치고 백제 수도 사비성을 함락시킨 승리의 경험이 있었다. 장소는 달랐지만 시작은 같았다. 갑작스러운 당의 수십만 대군이 바다로부터 기습적으로 밀려오자 해안에서 격렬히 반격하던 고구려 군사들도 크게 격파당하였고 결국 인근 마읍산을 탈취당하였으며 마침내 얼마 멀지 않는 평양성까지 도달하여 포위하였다.
또한 9월, 계필하력의 요동도행군은 압록강 하류로 상륙한다. 고구려에서는 대막라지 연개소문이 그의 아들 연남생에게 고구려 정예부대 정병 수 만명을 이끌고 압록강을 수비하게 하고 있었고 당나라의 모든 부대가 건너오지 못하였다. 하지만 661년의 겨울은 아주 빨리 찾아왔고 계필하력의 요동도행군이 압록강에 도착하였을 때는 압록강에 얼음이 얼었다. 계필하력은 군사를 이끌고 얼음 위로 강을 건너 북을 두드리고 함성을 지르며 기습 공격해왔고 이에 방심하던 고구려 군사가 패주하였다. 계필하력이 수십 리를 추격하며 고구려 군사 3만명을 죽였다. 남은 군사는 모두 항복하였고, 연남생은 간신히 자기 몸만 피하여 달아났다.
이렇게 개전초기 당의 주력 대군은 순식간에 대동강에 상륙하여 방어하던 고구려군을 물리치고 평양성을 포위하였고 또다른 정예주력부대는 압록강 하류를 방어하던 고구려 정예부대를 섬멸하고 진주하게 되어 고구려는 주력 대다수 군이 있는 압록강 이북 요동 지역 및 국내성과 압록강 이남의 수도 평양이 단절되는 위기까지 맞게 된다. 마치 과거 한니발의 카르타고 주력부대와 대치하던 로마군이 스키피오의 지휘하에 뒤를 돌아 카르타고의 수도를 직공하여 함락시켰던 상황과 비슷하게 되었다. 전쟁의 양상은 처음 당나라가 기획했던 방향으로 순조롭게 진행되었다. 철옹성이었던 고구려의 수도 평양성이지만 외부의 지원을 받을 수 없게 완전히 포위된 고립 상황이 되어 큰 위기를 맞게 되었다.

## 철륵의 반란과 고립된 당의 대군
하지만 전쟁의 양상은 갑자기 전혀 다른 방향으로 흐르게 된다. 661년 10월, 철륵의 회흘부 추장 비속독의 대규모 봉기가 일어난다.본국 당나라에서는 수도 장안이 위급해지는 긴급상황이 발생하게 되고 당나라는 정인태를 대총관으로 철륵도행군을 편성하여 출진시켰고 그리고 병력이 부족하여 고구려로 출병했던 소사업의 부대를 회군시켜서 선악도행군으로 긴급히 편성하였고 설인귀,손인사, 유심례 등을 부총관으로 참전시켜 철륵과의 전쟁에 나섰다. 하지만 정인태가 이끄는 당의 철륵도행군은 전멸을 당해 당은 큰 위기에 빠졌고 이를 타개하기 위해 철륵 출신의 계필하력의 정예 요동도행군 마저도 철륵 전선에 추가 투입을 위해 긴급히 군사를 철수하라는 조서가 있었으므로 계필하력이 이끄는 주력 요동도행군도 다시 바다를 건너 당으로 돌아가야 했다.
또한 661년의 겨울은 빨리 찾아왔고 무척이나 추웠다. 이렇게 갑작스러운 철륵의 반란에 따른 당나라 내부 문제가 발생하여 고구려에 출정했던 상당수의 부대가 이미 급히 당나라로 회군하자, 해상으로 대거 침입하여 평양성을 포위한 소정방의 평양도행군, 임아상의 패강도행군, 방효태의 옥저도행군 등의 당의 대부대는 이제 역으로 적국 한가운데에서 완전 고립상태에 빠진다. 허를 찌르는 해상으로의 고구려 내부 깊숙히 침공한 작전은 좋았지만 갑작스럽게 상황이 바뀌자 이젠 오히려 적국 한가운데 깊숙히 고립되어 사지에 빠진 상태가 되었다.
게다가 고구려 국토의 중단 부분이었던 요충지 압록강 하구를 점령했던 계필하력의 요동도행군의 철수하여 완전히 고립되어 버렸다. 마치 2차세계대전의 독소전 당시 소련 내부에 깊숙히 진입했다가 퇴로가 끊겨서 소련군에게 포위되어 전멸 위기를 당한 스탈린그라드 전투의 프리드리히 파울루스의 독일군의 형국과 비슷했다. 당의 군사들은 무릎을 끌어안고 곡소리를 했다고 기록에 나와 있을 정도로 절망적인 상황에 빠진다. 소정방은 함자도총관 유덕민을 긴급히 신라에 보내어 식량 및 군사 원조를 요청한다. 1년 전 660년 백제 침공 때 순식간의 해안의 백제군을 요격하고 백제의 수도 사비성을 함락했던 때 와는 상황이 너무나도 달랐다. 고구려의 수도 평양성은 견고했고 장기전으로 이어졌고 이것은 때 이른 고구려의 겨울의 추위를 맞게 되어 따뜻한 중국 남부에서 징발되었던 당의 침공군을 더욱 힘들게 하였다. 또한 압록강 부근에 진주했던 계필하력의 정예 요동도행군의 철수로 요동지역과의 단절이 해제되면서 북쪽의 정예 고구려군이 대단위로 수도 평양성으로 몰려올 수 있었다. 이제 당의 대군은 각지에서 몰려드는 고구려의 대군에 역으로 포위되어 전멸 위기에 놓이게 되었다.

## 사수 전투
한편 바다로 직접 건너온 방효태가 지휘하는 옥저도행군은 중국 영남지역의 수군으로 구성되어 있었으며 상륙하여 패수, 현재 대동강 상류의 사수 부근에 주둔하였다. 임아상의 패강도행군과 소정방의 평양도행군은 평양성을 포위하고 있였다.
661년 12월, 날씨가 몹시 추워서 패수가 얼어 붙었고 당나라 군대가 높은 망루가 있는 수레인 운차와 성문을 깨뜨리는 충팽을 앞세우고 북과 징을 울리며 공격해왔다. 고구려 병사들은 용감하고 씩씩했으므로, 총반격에 나서서 당군을 크게 물리치고 당군의 두 진지를 빼앗았다. 이제 당은 다만 두 진지만이 남아 있었으므로, 다시 추가로 총공격하여 밤에 빼앗을 계획을 세워놓고 있었다.
661년의 겨울은 빨리 찾아왔고 무척이나 추웠다. 게다가 갑작스러운 철륵의 반란에 따른 당나라 내부 문제가 발생하여 고구려에 출정했던 상당수의 부대가 이미 급히 당나라로 회군하였다. 따라서 해상으로 대거 침입했던 소정방의 평양도행군, 임아상의 패강도행군, 방효태의 옥저도행군 등의 당의 대부대는 이제 완전 고립상태에 빠진다. 허를 찌르는 해상으로의 고구려 내부 깊숙이 침공한 작전은 좋았지만 갑작스럽게 상황이 바뀌자 이젠 오히려 적국 한가운데 깊숙히 고립되어 사지에 빠진 상태가 되었다.
게다가 압록강 하구를 점령했던 계필하력의 요동도행군의 철수로 육로로의 식량보급도 끊겨 버렸다. 마치 2차세계대전의 독소전 당시 소련 내부에 깊숙히 진입했다가 퇴로가 끊겨서 소련군에게 포위되어 전멸 위기를 당한 파울루스 독일 집단군의 형국과 비슷했다. 당의 군사들은 무릎을 끌어안고 곡소리를 했다고 기록에 나와 있을 정도로 절망적인 상황에 빠진다. 소정방은 함자도총관 유덕민을 긴급히 신라에 보내어 식량 및 군사 원조를 요청한다. 1년 전 660년 백제 침공 때 순식간의 해안의 백제군을 요격하고 백제의 수도 사비성을 함락했던 때와는 상황이 너무나도 달랐다. 고구려의 수도 평양성은 견고했고 때이른 고구려의 겨울은 추위와 고립으로 당의 대군은 전멸 위기에 놓이게 만들었다.
662년 2월, 드디어 고구려군은 각지의 부대를 모아 각각 고립된 당의 대군에 총공격을 나선다. 특히 방효태가 이끄는 옥저도행군은 따듯한 중국 남부 영남지역의 부대로 고구려의 추위를 견디기 더더욱 어려웠다. 대막리지 연개소문의 지휘하에 고구려의 대군은 당의 임아상의 패강도행군, 방효태의 옥저도행군을 공격하여 완전히 몰살시켰다. 이 전투에서 패강도행군은 완전히 무너졌고 대총관 임아상은 행방불명되었다. 한편 옥저도행군 대총관 방효태는 그의 부장들이 포위망을 뚫고 유백영이나 조계숙의 다른 진영으로 탈출하기를 권하였으나 방효태는 “유백영 등이 어떻게 나를 구원하겠는가? 또 내가 데리고 온 향리 자제 5천여 명이 이제 모두 죽었는데 어찌 나 한몸만 살아남길 구하겠는가?”라고 하였다. 이어서 연개소문이 이끄는 고구려군이 육박하여 공격하니 죽은 자가 수만 명에 달했고 방효태는 몸에 화살이 고슴도치처럼 집중되어 그 아들 13인과 방효태가 이끈 옥저도행군은 사수에서 전멸하였다.

## 신라군의 보급과 당군의 대탈출
당군의 고구려 협공 요청에 따라 신라군이 평양으로 향하던 도중, 평양을 포위하고 있던 소정방으로부터의 다급한 군량수송 요청이 함자도총관 유덕민을 통해 들어왔다. 적지에 들어가 군량을 수송하고 돌아와야 하는 어려운 작전에 누구도 자원하려는 자가 없는 가운데, 김유신이 스스로 임무를 수행하겠다고 자청해왔다. 문무왕은 기뻐하며 곧 떠나려는 김유신에게 “국경을 넘어서부터, 상벌은 마음대로 하라(出疆之後 賞罰專之可也)”는 면책특권을 주었다. 12월 10일에 유신은 군량 수송을 위해 부장군 김인문·김진복(金眞服)·김양도 등과 함께 쌀 4천 섬과 조(租) 22,250섬을 당군 진영까지 수송할 수송부대를 이끌고 고구려 국경으로 들어갔다.
662년 (보장왕 21년) 2월 16일(음력 정월 23일)에 칠중하(七重河)를 건넜다. 김유신은 고구려군이 큰길에서 지킬 것을 염려해 일부러 험하고 좁은 길을 택해 나아갔는데, 이따금 길에서 적병을 만나 싸워서 이기면서 장새(獐塞)의 험한 곳에 이르렀다. 겨울의 혹한에 사람과 말이 지치고 피곤해 쓰러지는 자가 속출하는 앞에서 김유신은 웃옷을 벗고 직접 채찍을 잡고 말을 몰아 앞에서 사람들을 이끌었다. 그렇게 험한 길을 빠져나와 휘하의 보기감(步騎監) 열기(裂起)·구근(仇近) 등 15명을 먼저 평양에 보내어 신라군이 도착했음을 소정방은 알렸는데, 이때 소정방은 난새와 송아지를 종이에 그려 보냈다. 원효(元曉)의 풀이로 이것이 신라군에게 “어서 군사를 돌리라(速還)”는 암호임이 확인되었고, 양오(楊隩)에 진을 친 김유신은 김인문과 김양도·김군승 부자를 보내어 당의 진영에 군량을 보내고, 소정방의 평양도행군은 군량을 받자마자 바로 바다를 통해 다시 대철수 작전을 수행했다. 마치 2차세계대전 초기, 독일군에 의해 완전 포위된 연합군이 다이나모 작전을 통해 덩케르크에서 세기의 대철수작전을 했던 것과 양상이 같았다.

## 표하 전투
김유신의 명령으로 당의 진영에 갔던 김양도 등은 따로 군사 8백 명과 함께 뱃길로 귀국했는데, 김유신은 퇴각하는 길에 고구려군의 기습에 대비해 북과 북채를 모든 소의 허리와 꼬리에 매달아 뛸 때마다 소리를 내게 하고, 또 땔나무를 쌓아 놓고 태워서 연기와 불이 끊이지 않게 해놓는 등의 교란 작전을 펼치면서 밤중에 몰래 표하(瓢河, 임진강)에 이르렀다. 강을 건너기에 이르러 김유신은 “나중에 건너는 놈은 베겠다!”는 명을 내렸고, 군사들이 다투어 강을 건너는데 반쯤 건너자 고구려 병사들이 추격해 와서 미처 건너지 못한 신라 병사들을 잡아 죽였다. 김유신은 다음날 고구려 병사를 뒤쫓아 격퇴하였다. 신라군이 강나루를 건너 강가에서 쉬는데 고구려군이 또 다시 강을 건너 공격 해 왔다. 하지만 노련한 백전노장 김유신의 신라군은 이미 방비가 되어 있었다. 신라군은 이번에 쇠뇌를 이용한 집단사격으로 고구려군을 역습했고 추격전을 폏쳤던 고구려 장수였던 소형 아달혜를 사로잡는 전과를 올렸으며 고구려군을 만여 명이나 쓰러뜨려 패퇴시키고 무사히 신라로 귀환하였다.

## 당나라의 퇴각과 평가
2차 고구려-당 전쟁에서도 고구려는 당나라를 물리쳤지만, 요동지역에서만 전쟁이 치루어졌던 1차 고당 전쟁 때와는 달리 2차 고당 전쟁 때는 당군이 6갈래로 대대적인 침공을 하였으며 후반에는 신라군도 북진하여 평양성에 합류하였다.
따라서 고구려는 요동지역을 포함, 그 후방인 압록강 이남 지역 전체가 주 전장터가 되었다. 평양성은 오랫동안 포위되었었고 당의 요청에 따라 신라도 침공군을 보내어 북진하여 평양성에 합류하여서 고구려 남부지역을 포함 고구려의 전 지역의 경제 활동에 막대한 피해를 입었다. 한편 당나라는 백제 원정의 성공으로 자신감을 얻어 또 다시 대규모 고구려 원정을 하였으나 도중에 철륵이 봉기하여 철륵과의 전쟁을 치루게 되었고 또 고구려의 강력한 저항에 따른 실패하여 이로 인해 많은 장병과 군수물자를 잃고 피해가 적지 않아 고구려 원정을 사실상 당분간 포기하는 상태가 되었다.

### 누락된 전쟁 기록의 의문
2차 고구려-당 전쟁의 기록은 예전 1차 고구려-당 전쟁 때보다도 더 남아있는 기록이 빈약하며 대부분이 생략되어 있다. 당나라는 예전 고구려-수 전쟁, 1차 고구려-당 전쟁 때와 마찬가지로 총 6개 방면 44만군의 거국적인 출병을 하였으나 중국 측 사서에는 단지 계필하력의 요동도행군이 압록강 유역의 고구려 연남생의 부대를 이기고 급히 철군한 것, 그리고 소정방의 평양도행군이 대동강 유역에 상륙하여 평양성을 포위한 것, 사수 대첩으로 전해지는 옥저도행군의 방효태와 그의 아들들이 전멸한 기록 정도만이 짧게 남아 있다. 따라서 육로로 진격했던 소사업의 부여도행군과 정명진의 누방도행군의 요동지역에서의 전투기록과 행적이 전혀 나와 있지 않으며 해상으로 대대적으로 침공했던 계필하력의 요동도행군, 소정방의 평양도행군, 임아상의 패강도행군, 방효태의 옥저도행군의 상세한 이동 및 전투기록이 남아 있지 않아 자세한 전황 및 전쟁의 추이에 대해서는 알 수 없다.